# Cèze
Cèze – rzeka we Francji, przepływająca przez tereny departamentów Lozère i Gard w Oksytanii, o długości 128,4 km. Stanowi prawy dopływ rzeki Rodan.